# Hljeb (otok)
Hljeb je majhen nenaseljen otok v Jadranskem morju, ki pripada Hrvaški in je del Cavtatskih otokov.
Otok je delno poseljen z redko vegetacijo. Površina otoka je 5344 m2. Dolžina obalnega pasu je 387 m, najvišji vrh pa se dviga 11 metrov od morja.
Otok je del ornitološkega rezervata rumenonogega galeba (Larus michahellis).